# BlackAcetate
BlackAcetate (reso graficamente come blackAcetate) è un album in studio del musicista gallese John Cale, pubblicato nel 2005.

## Tracce
Tutti i brani sono stati composti da John Cale.
1. Outta the Bag – 3:54
2. For a Ride – 3:55
3. Brotherman – 3:32
4. Satisfied – 3:54
5. In a Flood – 4:53
6. Hush – 3:26
7. Gravel Drive – 4:23
8. Perfect – 3:21
9. Sold-Motel – 4:53
10. Woman – 5:07
11. Wasteland – 4:11
12. Turn the Lights On – 3:46
13. Mailman (The Lying Song) – 4:04

## Formazione
- John Cale − voce, chitarra, tastiera
- Herb Graham Jr. − batteria, programmazione, percussioni
- Dave Levitta − chitarra
- Mark Deffenbaugh − chitarra, banjo
- Dustin Boyer − chitarra, cori
- Joe Karnes − basso
- Michael Jerome − batteria, cori
- John Crozova − violoncello
- Natalie Porter, Jaspr Baj, Music Galloway − cori